# Mapamundi de Ebstorf

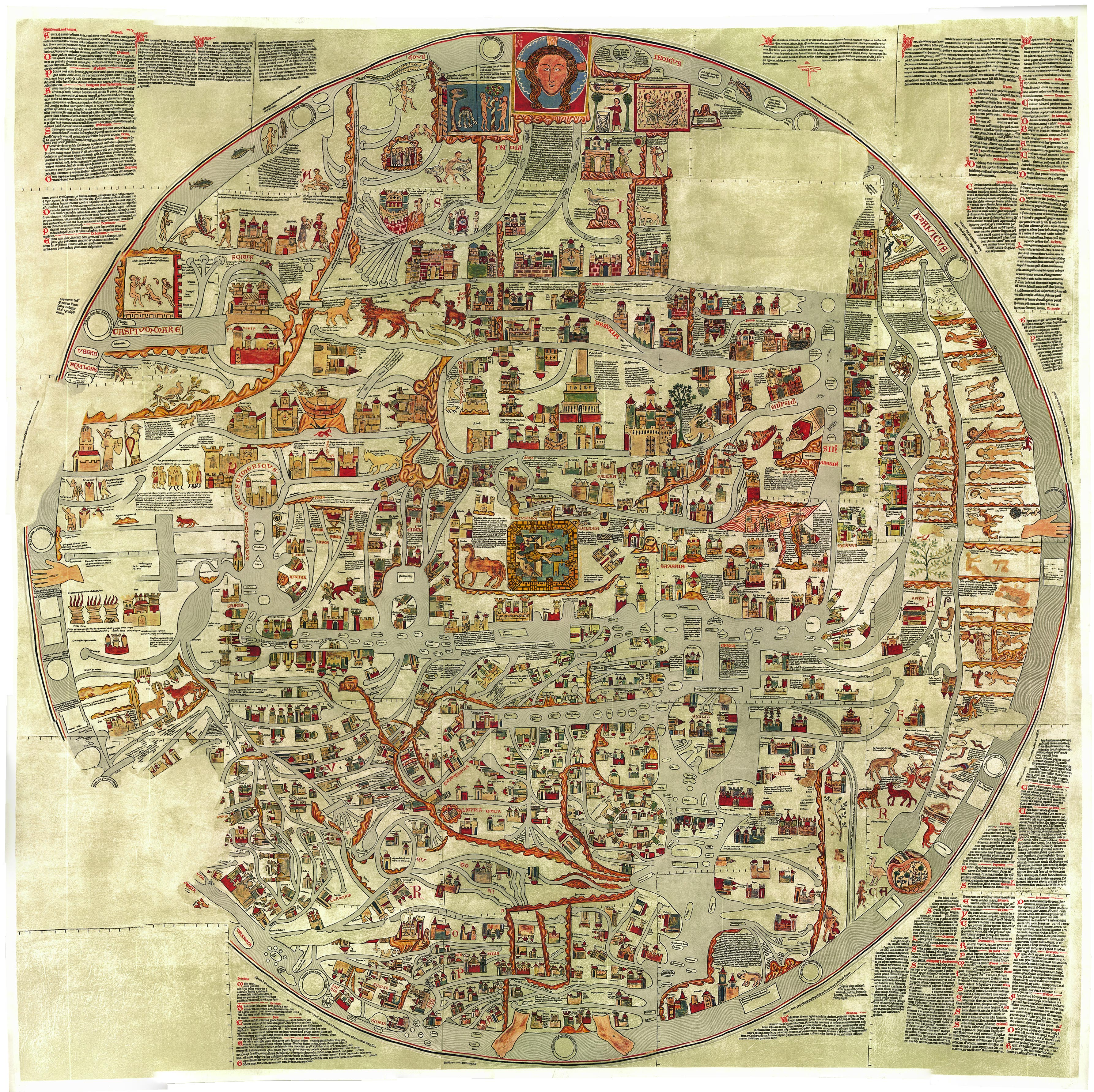
Reproducción del mapamundi de Ebstorf.

El Mapamundi de Ebstorf es un mapa mural en pergamino de aproximadamente 3,57 m de diámetro y 13 metros cuadrados de superficie, el mayor de su tiempo, realizado en torno a 1300 y probablemente en el mismo monasterio benedictino de Ebstorf, en la Baja Sajonia, donde fue localizado en 1830. El original resultó destruido en un bombardeo sobre Hanóver en 1943 y se ha reproducido a partir de fotografías.
El mapa pretende reflejar los conocimientos teológicos y simbólicos acerca del mundo conocido y no la forma real de los continentes y lugares representados, que se presentan sin una escala homogénea («Germania» y la propia región del convento tienen un desarrollo mayor que el de las tierras limítrofes). El mapamundi recoge el mundo habitado dividido en tres continentes, Europa, abajo, a la izquierda, Asia, ocupando la mitad superior, y África, abajo, a la derecha, inscritos en una circunferencia al modo de los mapas isidorianos, donde el disco -letra O- aparece dividido en tres segmentos por la T de la cruz, significándose en ambas letras el Orbis Terrarum. En el centro del mapa se sitúa Jerusalén, dibujándose en ella la Resurrección de Jesús. La propia forma circular remite a la sagrada forma, el cuerpo de Cristo, que aparece abrazando el mundo: arriba, al Este, junto al Paraíso terrenal localizado en Asia y rodeado por una muralla de fuego, asoma la cabeza de Jesús, cuyos pies se sitúan al oeste, en la parte inferior del mapa, cerca de las columnas de Hércules. Las manos llagadas asoman al Norte y al Sur.
Muchos de los textos del mapa proceden de las Etimologías de san Isidoro, posiblemente a través de Rabano Mauro. Se ha tratado de identificar al autor del mapa, Gervasio de Ebstorf, con Gervasio de Tilbury, pero hasta ahora solo puede darse por probado que Gervasio de Ebstorf tomó parte de la información de la obra Otia imperialia, de su homónimo de Tilbury.